# Georg Nicolaus Kriegk
Georg Nicolaus Kriegk (* 10. November 1675 in Gehaus (heute Ortsteil von Dermbach, Thüringen); † 2. August 1730 in Ilfeld) war ein deutscher Philologe und Pädagoge. 

## Leben
Georg Nicolaus Kriegk war ein Sohn des Pastors Johann Wilhelm Kriegk. In Schleusingen begann er die Gymnasialstudien unter Johann Ernst Schade, die er dann unter G. Ludovici fortsetzte. In Jena studierte er u. a. unter Sagittarius, Treuner, Weigel, Johann Andreas Schmidt und J. G. Müller. 1699 erlangte er den Magistergrad, 1702 wurde er Adjunkt der philosophischen Fakultät. Er begann auch selbst zu unterrichten, bis er 1707 zum Schulrektor von Ilfeld ernannt wurde. Aufgrund seiner bedeutenden Leistungen als Rektor wurde er der andere Wiederhersteller der Schule genannt. Obwohl er ehrenvolle Anträge anderer Anstalten erhielt, ließ er sich nicht zu einem Wechsel des Arbeitsplatzes bewegen.
Trotz des scheinbar kleinen Wirkungskreises stand Kriegk mit bedeutenden deutschen Gelehrten in regem wissenschaftlichem Verkehr, u. a. mit den Gebrüdern Böhmer, mit J. Fabricius, D. F. Buddeus, Heumann und Hamberger. Sein Muster als Direktor war Justus von Dransfeld, dessen Tochter Margaretha Dorothea er 1707 heiratete. Aus dieser glücklichen Ehe entsprossen neun Kinder. Im September 1722 wurde er vom Schlag getroffen, der ihm die Bewegungsfähigkeit und das Sprachvermögen raubte, so dass er nicht mehr seiner Lehrtätigkeit nachgehen konnte. Zwei Jahre später starb seine Gattin. Trotz dieser Schicksalsschläge trug er sein schweres Leiden mit Fassung. Er starb am 2. August 1730 in Ilfeld.
Kriegk war auch schriftstellerisch tätig. Er schrieb die Schulverfassung von Ilfeld 1716, die Biographie Justus von Dransfelds und gab Schriften von Johannes Caselius und Johann Ludwig Prasch heraus, ferner auch zahlreiche Dissertationen, die philologische und theologische Themen behandeln, Schulreden, Programme, Briefe und Gelegenheitsgedichte, sowie auch einige deutsche Madrigale.